# Berner Taschenbuch
Das Berner Taschenbuch erschien in den Jahren 1852 bis 1894 und von 1896 bis 1934 unter dem Titel Neues Berner Taschenbuch.
Begründet wurde das Jahrbuch von Gottlieb Ludwig Lauterburg (1817–1864). Weitere Herausgeber waren Franz Lauterburg (1825–1871), Gottfried Ludwig (1832–1889), Emil Blösch (1838–1900), Hans Balmer (1854–1910), Karl Geiser (1862–1930) und insbesondere Heinrich Türler (1861–1933), der das Neue Berner Taschenbuch ab 1896 als Redaktor begleitete und beinahe Hundert Beiträge verfasste.
Nach dem Vorbild des Basler Taschenbuchs (erschienen 1850 bis 1864) gab Ludwig Lauterburg im Hallerschen Verlag ab 1852 das Berner Taschenbuch heraus. Ab dem ersten Jahrgang enthielten die jährlich erscheinenden Bändchen Beiträge zu historischen Themen, Biographien, Quelleneditionen, Miszellen, eine Bibliographie sowie poetische Werke und Liedtexte. Als Autoren wirkten neben Historikern besonders auch Theologen und Wissenschaftler anderer Zweige mit. Jeder Jahrgang enthält mindestens eine Illustration (Lithographien). Ab dem Jahrgang 1862 erschien jährlich am Ende des Bandes die Berner Chronik, ein Jahresrückblick mit Angaben zu bedeutenden Ereignissen. Nach dem Ableben des damaligen Bundesarchivars Heinrich Türler wurde die Herausgabe eingestellt. Als Nachfolgepublikation darf die seit 1939 erscheinende Berner Zeitschrift für Geschichte und Heimatkunde des Historischen Vereins des Kantons Bern angesehen werden.